# Amphibulus fennicus
Amphibulus fennicus är en stekelart som beskrevs av Sawoniewicz 1990. Amphibulus fennicus ingår i släktet Amphibulus och familjen brokparasitsteklar. Inga underarter finns listade i Catalogue of Life.